# Sikorsky S-62
Sikorsky HH-52 Seaguard (фирменный индекс S-62)  — многоцелевой вертолёт-амфибия, разработанный и произведённый американским производителем вертолётов Sikorsky Aircraft. Это был первый вертолёт-амфибия компании, совершивший полёт, а также первый вертолёт с газотурбинным двигателем и первый вертолёт-амфибия Береговой охраны США.
Первоначально S-62 разрабатывался как коммерческий проект начиная с конца 1950-х годов. Он сочетал в себе элементы корпуса Sikorsky S-55 с фюзеляжем изготовленным в форме корпуса лодки и одним турбовальным двигателем. Прототип S-62 совершил свой первый полет 22 мая 1958 года, оснащенный одним турбовальным двигателем General Electric T58. Он прошёл испытания в Военно-морском авиационном центре на Патаксент-Ривер, штат Мэриленд, за счёт собственных средств компании Sikorsky в рамках усилий по предложению этого вертолёта командованию Береговой охраны США.
Береговая охрана закупила 99 вертолётов S-62, которые первоначально были обозначены как HU2S-1G Seaguard, а позже переименованы в HH-52A Seaguard. В основном он использовался Береговой охраной США для спасательных операций в воздухе и на море. Другие операторы решили закупить S-62 для своих собственных целей: от перевозки пассажиров на коммерческой основе до многоцелевых транспортных средств, предназначенных для решения широкого круга задач. Он широко использовался до конца 1980-х годов, когда многие эксплуатанты решили его заменить на более современные вертолёты. HH-52 был выведен из эксплуатации Береговой охраны США в 1989 году в пользу не амфибийных винтокрылых машин, таких как Eurocopter MH-65 Dolphin, которые для проведения спасательных операций полагаются исключительно на использование лебёдки при низком зависании над водой.

## Разработка и производство

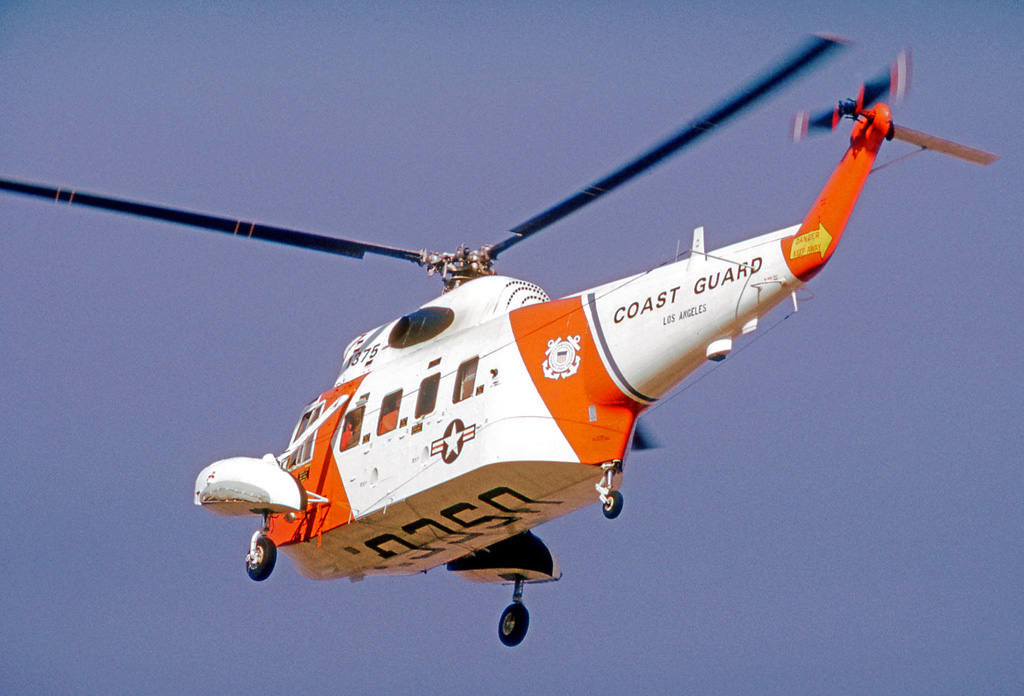
Sikorsky HH-52A Береговой охраны США в 1973 году

Разработка S-62 была начата компанией Sikorsky в конце 1950-х годов. Первоначально эта инициатива рассматривалась как независимое коммерческое предприятие. По своей концепции проект сочетал в себе динамические элементы более раннего Sikorsky S-55 с фюзеляжем в форме корпуса лодки и одним лёгким турбовальным двигателем. Для того времени это был относительно амбициозный проект, и это был первый вертолёт-амфибия производства Sikorsky.
14 мая 1958 года прототип S-62 совершил свой первый полёт, при этом он опередил в полёте своего более крупного собрата Sikorsky S-61 почти на год. Этот прототип был оснащён одним турбовальным двигателем General Electric T58-GE-6, мощность которого была снижена с 1050 до 670 л. с. и приводила в действие такие же несущий и рулевой винты, что и у Sikorsky S-55.
За счёт собственных средств компания Sikorsky профинансировала программу испытаний «полетай, прежде чем купить - fly before you buy» в Военно-морском авиационном испытательном центре в Патаксент-Ривер, штат Мэриленд. Компания активно продвигала этот вертолёт, в частности, Береговой охране США. Результаты этой программы испытаний были в основном положительными, подтвердив заявления Sikorsky о эффективности этой машины, соответствии всем заявленным тактико-техническим характеристикам и пригодности вертолёта к эксплуатации. Амфибийный корпус, силовая установка и большая кабина, в которой может перевозиться до 11 пассажиров понравились береговой охране. Соответственно, 21 июня 1962 года компания Sikorsky заключила первоначальный контракт на производство этого летательного аппарата. 9 января 1963 года первый из 99 серийных вертолётов был доставлен Береговой охране США. 17 января 1969 года компания доставила последний вертолёт.

## Конструкция

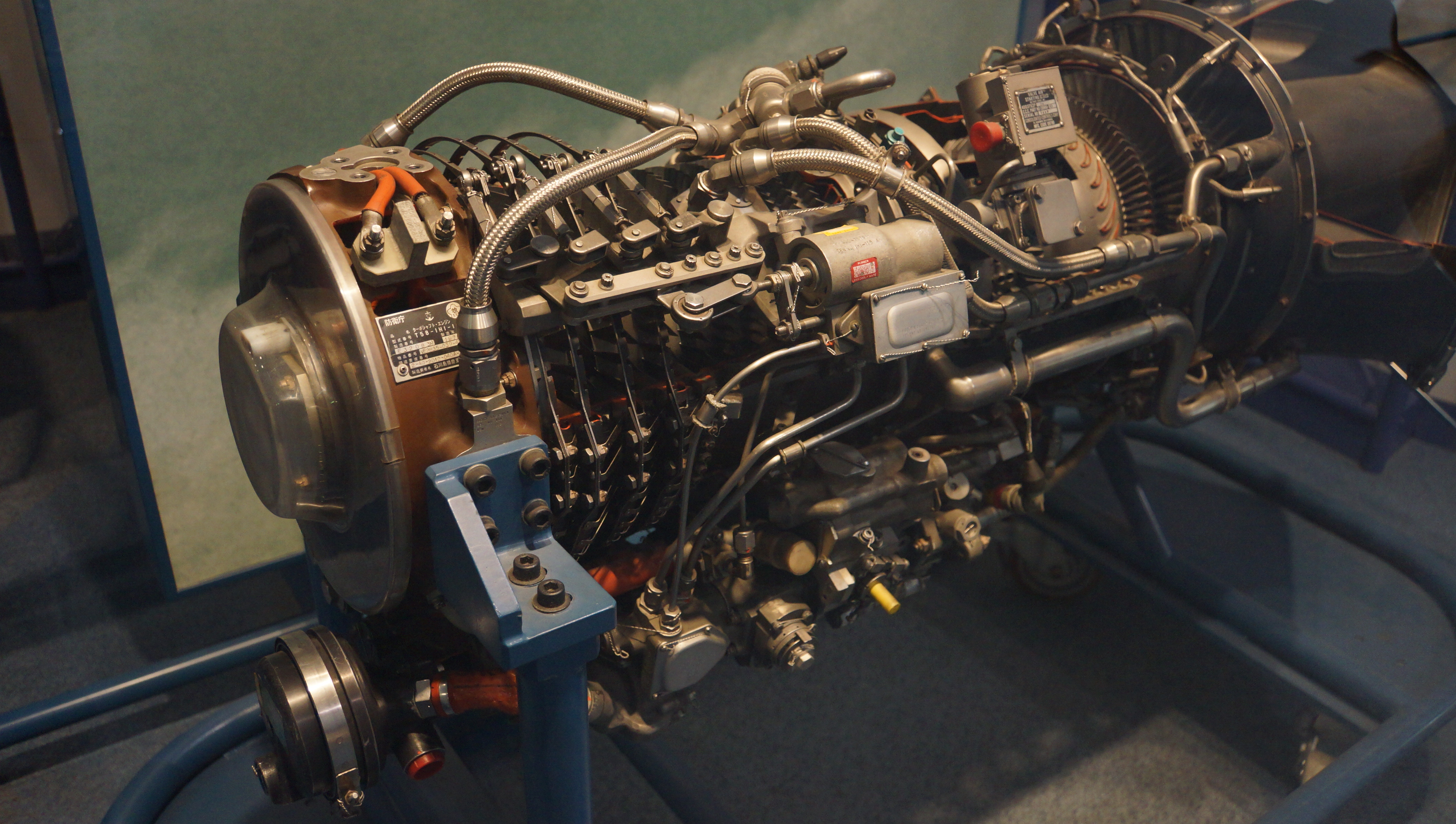
Турбовальный двигатель General Electric T58-GE-8, который устанавливался на S-62

Фюзеляж цельнометаллический полумонокок изготовленный из алюминиевых сплавов. Нижняя герметизированная часть фюзеляжа выполнена в виде лодки, что обеспечивает плавучесть вертолёта, но в остальном похож на фюзеляж предыдущего Sikorsky S-61 (принятого на вооружение ВМС США как SH-3 Sea King). Этот фюзеляж водонепроницаем, что облегчает посадку как на воду, так и на снег, и оснащён двумя выносными поплавками, которые помогают винтокрылому аппарату противостоять как продольной, так и поперечной качке на поверхности воды. На этих поплавках также размещалось убирающееся колёсное шасси. Чтобы сохранить своё положение на воде, он мог выбрасывать якорь.
Сидения лётчиков в двухместной кабине экипажа расположены рядом. Грузовая кабина объёмом 12,45 м3 (размер 4270х1620x1830 мм) позволяет разместить до 11 пассажиров или до 4 пострадавших на носилках. За кабиной имеется багажный отсек. С правого борта имеется сдвижная дверь.
Шасси с хвостовым колесом трёхопорное. Главные опоры в полёте частично убираются в поплавки, хвостовая опора является не убираемой. Главные опоры оснащаются масляно-воздушными амортизаторами.
Несущий винт трёхлопастный, имеющий шарнирное крепление лопастей и снабжён тормозом. В плане складываемые цельнометаллические лопасти имеют прямоугольную форму. Прессованный лонжерон лопасти изготовлен из алюминиевого сплава. Хорда лопасти 425 мм. Рулевой двухлопастный винт имеет диаметр 2670 мм. Лопасти, имеющие в плане трапециевидную форму располагаются на общем горизонтальном шарнире.
Хотя S-62 внешне мало напоминал Sikorsky S-55, в нём использовались многие из тех же компонентов, что и на предшественнике. Он был оснащён одним турбовальным двигателем General Electric T58-GE-8B мощностью до 1250 л. с. (930 кВт). Двигатель являлся модернизированной версией силовой установки T58-GE-10, использовавшейся на более крупном двухмоторном SH-3. Двигатель устанавливался в обтекателе сверху фюзеляжа. Трансмиссия была рассчитана на передачу 545 кВт. В её состав входили главный, промежуточный и хвостовой редукторы и приводные валы. Электросистема включала генератор постоянного тока напряжением 28В, аккумуляторы напряжением 24В. Имелись генераторы переменного тока напряжением 26 и 115В. Электронное оборудование включало радиостанцию Collins 615F, оборудование для полётов по приборам, систему автоматической стабилизации, а на вертолётах НН-52 — специальную радиостанцию для связи с частями береговой охраны. Топливная система включала три бака, размещавшихся под полом кабины. Ёмкость переднего бака 348 л, основного бака — 689 л, заднего бака — 523 л.
Дополнительное оборудование включало в себя спасательную лебёдку грузоподъёмностью 270 кг, крюк для внешней подвески груза массой 1360 кг, якорь и аварийные надувные баллонеты.

## История службы

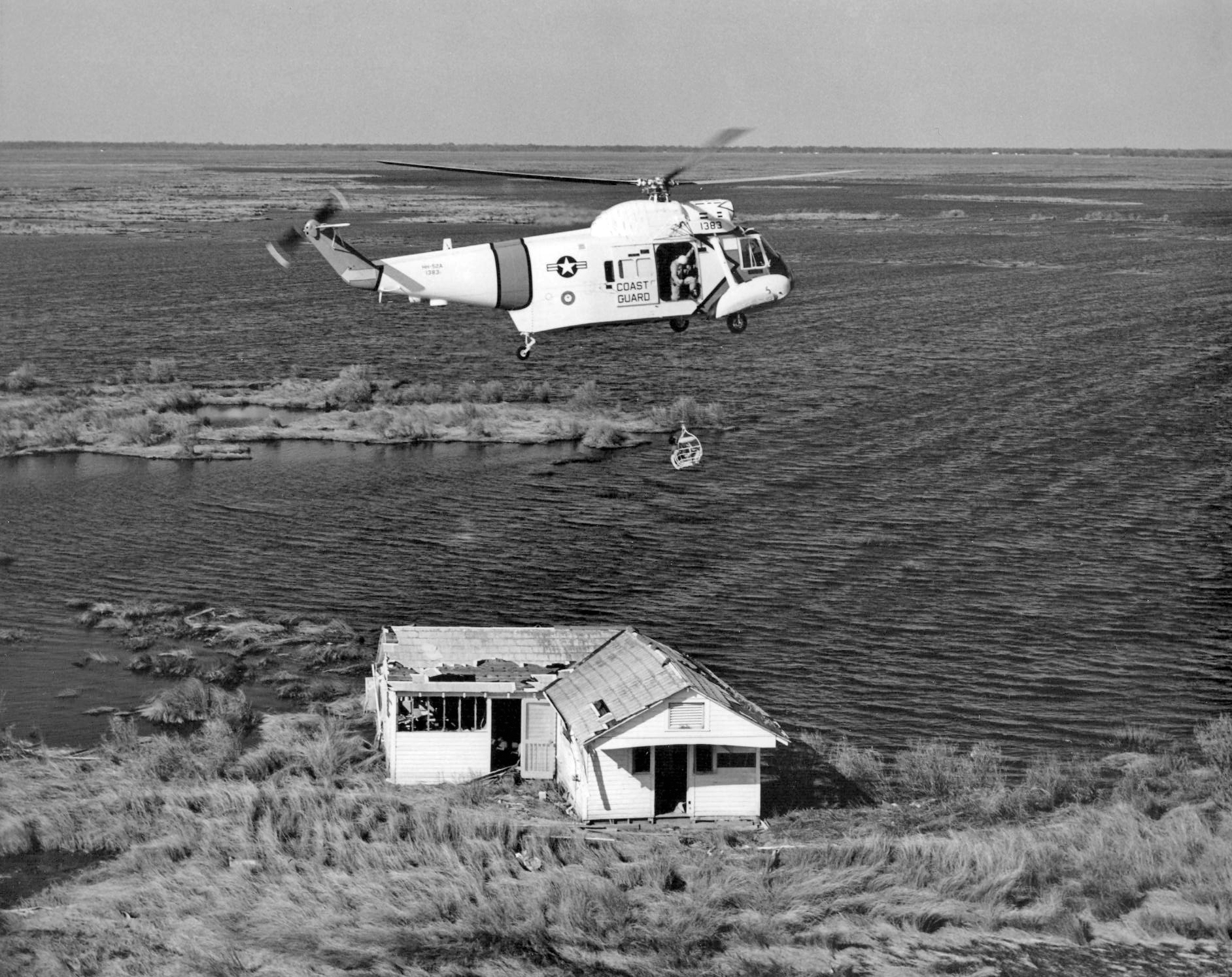
Вертолёт береговой охраны США Sikorsky HH-52A Seaguard спасает мужчину, перенёсшего ураган Бетси в доме недалеко от болота к западу от общины Делакруа, штат Луизиана— ураган Бетси обрушился на Луизиану вечером 9-го сентября 1965 года.

Одним из наиболее заметных ранних применений S-62 было сотрудничество с оператором San Francisco and Oakland Helicopter Airlines, одной из первых вертолётных авиакомпаний, работавших без федеральных субсидий, и первой, которая использовала исключительно вёртолеты с газотурбинными двигателями. В июне 1961 года авиакомпания начала пассажирские полёты на паре арендованных вертолётов S-62, каждый из которых был рассчитан на перевозку до 10 пассажиров. 21 декабря того же года ещё один оператор Los Angeles Airways выполнил свой первый регулярный рейс на арендованном S-62. К июню 1962 года три S-62 использовались для специализированных транспортных задач, таких как обслуживание морских нефтяных платформ в Мексиканском заливе оператором Petroleum Helicopters. Среди других первых гражданских операторов были Okanagan Helicopters, которые использовали свои S-62 для снабжения удалённых радиолокационных установок, и Министерство транспорта Канады, которое использовало эти машины для миссии по доставке грузов на свои удалённые маяки.
Большой парк из 99 вертолётов S-62 был приобретён Бюро аэронавтики ВМС США от имени Береговой охраны США, которая использовала этот летательный аппарат в основном для поисково-спасательных операций. Первоначально вертолёт имел обозначение HU2S-1G Seaguard, но в 1962 году был переименован в HH-52A Seaguard. HH-52 обычно отправлялся на борт более крупных кораблей Береговой охраны. Вертолёт с газотурбинным двигателем мог нести бо́льшую полезную нагрузку и летать быстрее, чем многие предыдущие вертолёты, оснащённые поршневыми двигателями, такие как H-19 (S-55). Поскольку он был спроектирован как амфибия, для полётов над водой не требовалась установка дополнительных плавучих средств, а спасательные операции можно было проводить, просто приводнившись.
На протяжении всего срока службы парк вертолётов HH-52 играл существенную роль во время различных действий по ликвидации последствий чрезвычайных ситуаций. Во время последствий урагана Бетси в 1965 году этот вертолёт участвовал в спасении 1200 человек. HH-52 периодически использовался для материально-технического обеспечения американских станций в Антарктиде. Один HH-52 участвовал в спасательной операции после затопления нефтяного танкера Burmah Agate 1 ноября 1979 года, способствуя эвакуации экипажей с пострадавших судов.
Вертолёты HH-52 в составе Береговой охраны США действовали в общей сложности 26 лет, в течение которых они участвовали в спасении более 15 000 человек в различных чрезвычайных ситуациях. Последний полёт HH-52, состоялся 12 сентября 1989 года, после чего этот летательный аппарат был официально выведен из эксплуатации Береговой охраны. В свою очередь его заменил Eurocopter MH-65 Dolphin, многоцелевой вертолёт, уже не являвшийся амфибийным.

## Варианты
S-62

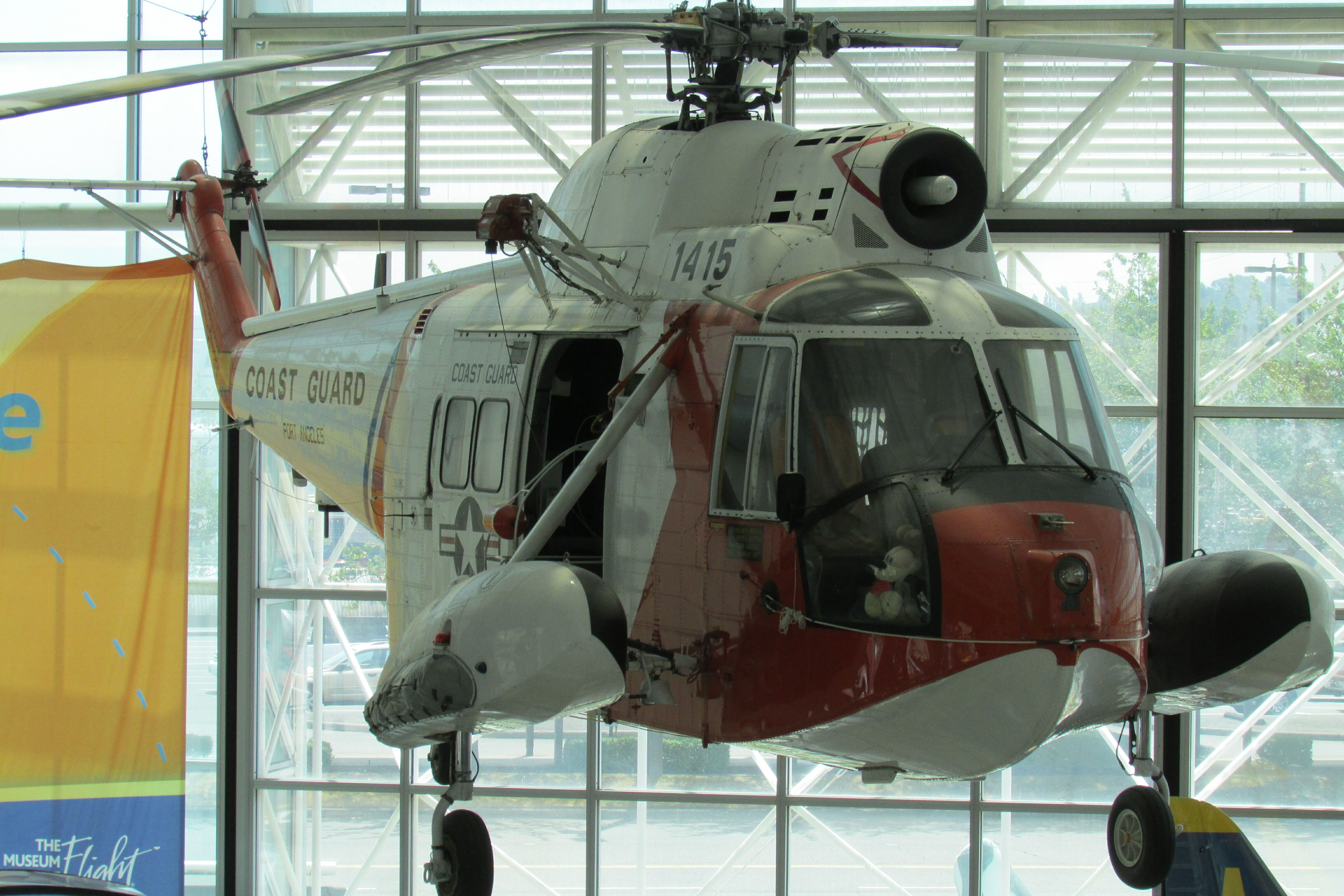
Музейный экспонат HH-52 Seaguard

Прототип. Первый полёт совершил 14 мая 1958 года.
S-62A
Транспортный вертолёт-амфибия с турбовальным двигателем General Electric CT58-110-1, вмещающий до 11 пассажиров. С-62А был первой серийной версией вертолёта.
S-62B
S-62 выпущенный в единственном экземпляре, оснащенный валом несущего винта от Sikorsky S-58.
S-62C
Фирменное обозначение HH-52A Seaguard.
S-62J
Выпускавшийся по лицензии в Японии компанией Mitsubishi.
HU2S-1G
Первоначальное обозначение HH-52A Seaguard. В 1962 году переименован в HH-52A.
HH-52A Seaguard
Поисково-спасательный вертолёт Береговой охраны США. Всего построено 99 единиц, в том числе 1 вертолёт передан Исландии.

## Технические характеристики
- Экипаж: 2 человека
- пассажиры: 10 человек
- силовая установка: 1 × ГТД General Electric CT-58-100-1 мощностью 990 кВт
- крейсерская скорость: 163 км/ч
- динамический потолок: 3570 м
- дальность полёта: 743 км
- диаметр несущего винта: 16,15 м
- длина фюзеляжа: 13,58 м
- высота: 4,33 м
- ширина: 4,8 м

## Бывшие операторы

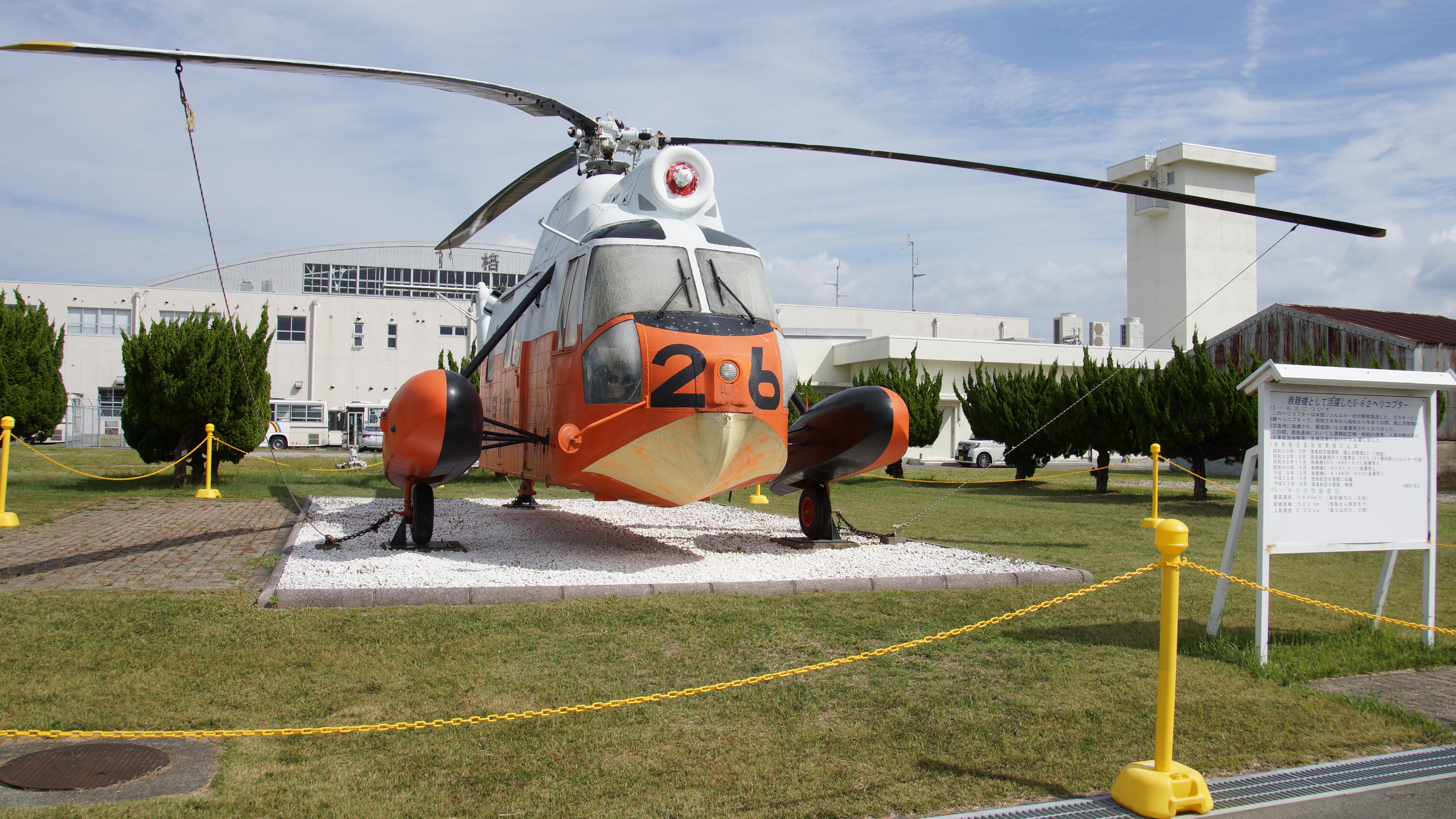
S-62 принадлежавший Морским силам самообороны Японии

### Гражданские операторы
Катар
- Gulf Helicopters[англ.][12]

 США
- San Francisco and Oakland Helicopter Airlines[англ.][7]

 Таиланд
- Королевская полиция Таиланда

### Военные операторы
Исландия
- Береговая охрана Исландии[13]

 США
- Береговая охрана США[3]

 Филиппины
- ВВС Филиппин[14]

 Япония
- Воздушные силы самообороны Японии[15]
- Морские силы самообороны Японии
- Береговая охрана Японии[16]